# Souleyman Alaphilippe
Souleyman Alaphilippe (30 giugno 2003) è un taekwondoka francese.

## Palmarès
- Europei

Manchester 2022: argento nei 63 kg.